# 芙蓉縣 (演州)
芙蓉縣，是明代交阯承宣布政使司演州府下轄的一個縣。治所約在今越南乂安省演州縣境內。

## 沿革
- 唐代屬演州地
- 明永樂五年六月癸未（1407年7月5日）置，屬演州府演州[3][4][5]。
- 永樂十三年八月二十三日丁亥（1415年9月25日），革演州府為演州直隸州，並演州之芙蓉縣入瓊林縣[6][7][8][9]。